# Tusenfryd
Tusenfryd (duizend vreugden, ook madeliefje) is een Noors attractiepark in Vinterbro (Ås), niet ver weg van de Noorse hoofdstad Oslo.
Het park opende op 11 juni 1988, na 18 maanden bouwen. Dit was een investering van ongeveer €18 miljoen. In 2004 ontving Tusenfryd 445.000 bezoekers. In 2008 werd Tusenfryd voor €54 miljoen overgenomen door Parques Reunidos.
Bijna elk jaar voegt het park weer een nieuwe attractie toe.

## Geschiedenis[1]
- 1988: Officiële opening van Tusenfryd door Åse Kleveland
- 1992: Openingen van het gebied Tunet (gewijd aan Anne-Cath), Bungeejumping, een klimmuur, drivingrange en een offroad fietsparcours
- 1993: Opening van Morgan Kane City; themagebied over western zonder mechanische attracties.
- 1994: Spøkelsesslottet opent
- 1995: VikingLand en daarmee ook o.a. de Darkride Vikingtoktet wordt toegevoegd aan het park
- 1996: Op 14 maart opent Little TusenFryd in het winkelcentrum van Vinterbro en Skycoaster opent
- 1998: De vrijevaltoren Japp SpaceShot opent
- 1999: Opening van MiniFryd: een door enkele speelgoedmerken gesponsord kindergebied.
- 2000: De openingen van de Fantasy Farm en het waterpark BadeFryd zijn een feit
- 2001: De houten achtbaan ThunderCoaster doet zijn intrede
- 2002: De waterglijbaan Trippelsklia opent in BadeFryd
- 2003: De waterachtbaan Super Splash wordt toegevoegd aan het attractieaanbod
- 2004: Opening van RollOver, een variant op de Topspin. Werd overgenomen van een Duits pretpark. Midden 2005 gebeurde er een erg ongeluk, waarna de populairiteit van de attractie afnam. Als gevolg hiervan werd het in 2007 naar La Ronde verplaatst, waar het in 2014 opende met de naam Démon.[2]
- 2006: Speed Monster opent
- 2008: het schommelschip Kanofarten vervangt RollOver
- 2009: SpinSpider (een Giant Discovery van Zamperla) opent
- 2010: De darkride Nightmare vervangt het spøkelsesslottet
- 2011: Skippertaket opent. Deze werd echter in 2016 al gesloten door te hoge onderhoudskosten
- 2012: De Junior Coaster Western-Expressen (overgenomen van Mirabilandia), en kinderspeelpark Frydskogen openen
- 2013: Thors Hammer, interactieve 3D-show opent
- 2016: de wildwaterbaan Ragnarok opent[3]
- 2023: opening van de hangende lanceerachtbaan Storm - The Dragon Legend

## Grote attracties

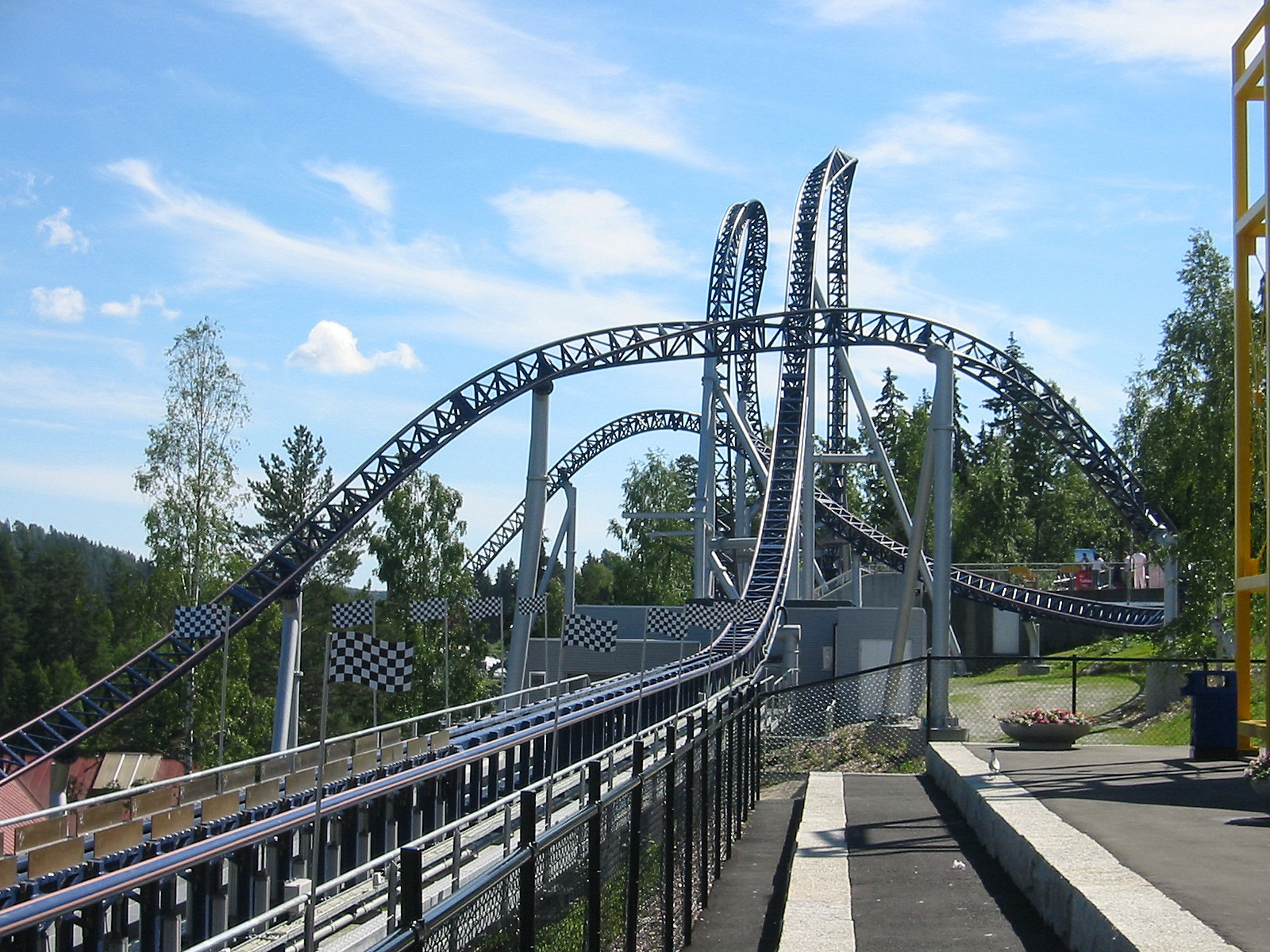
Speed Monster.

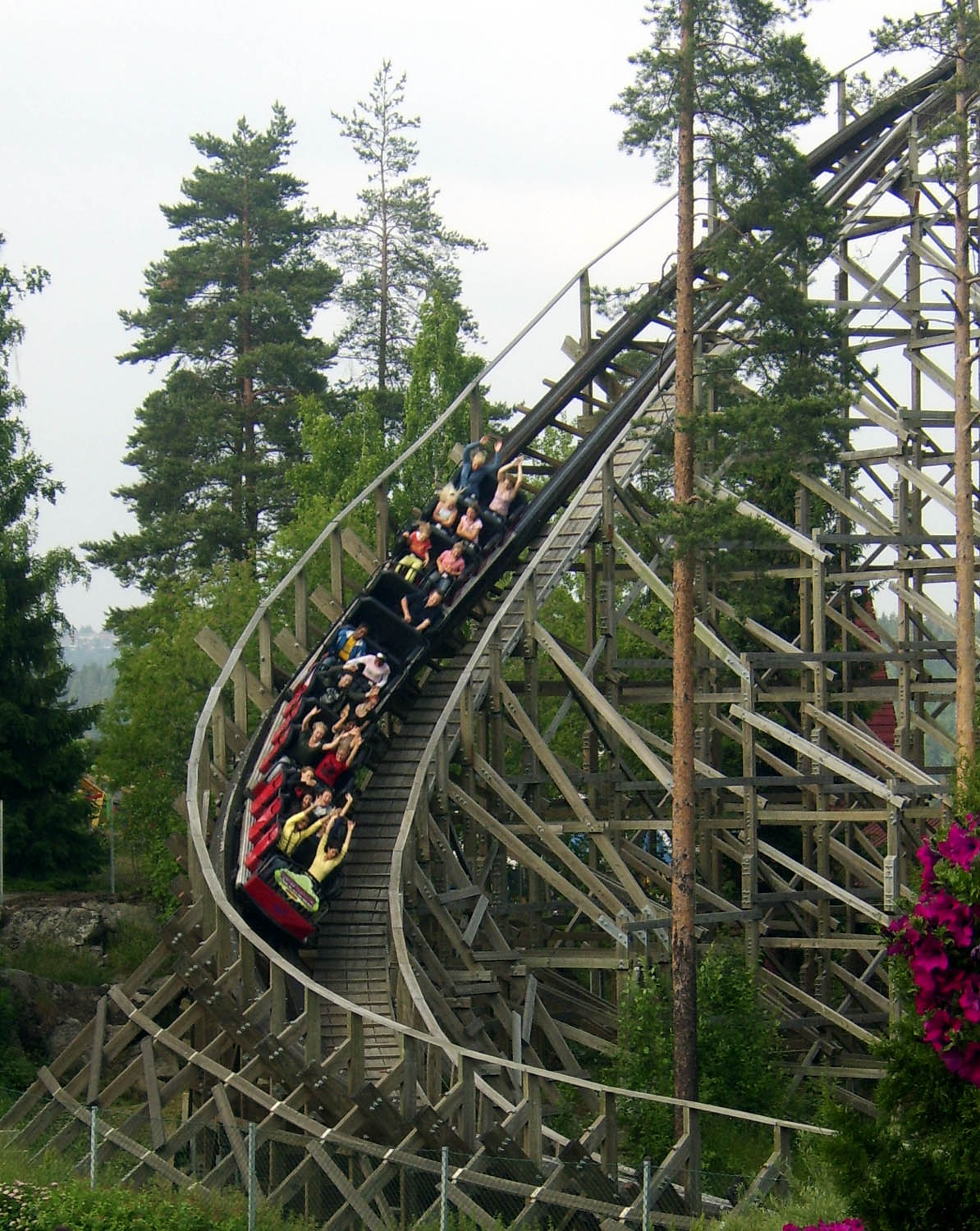
De ThunderCoaster.

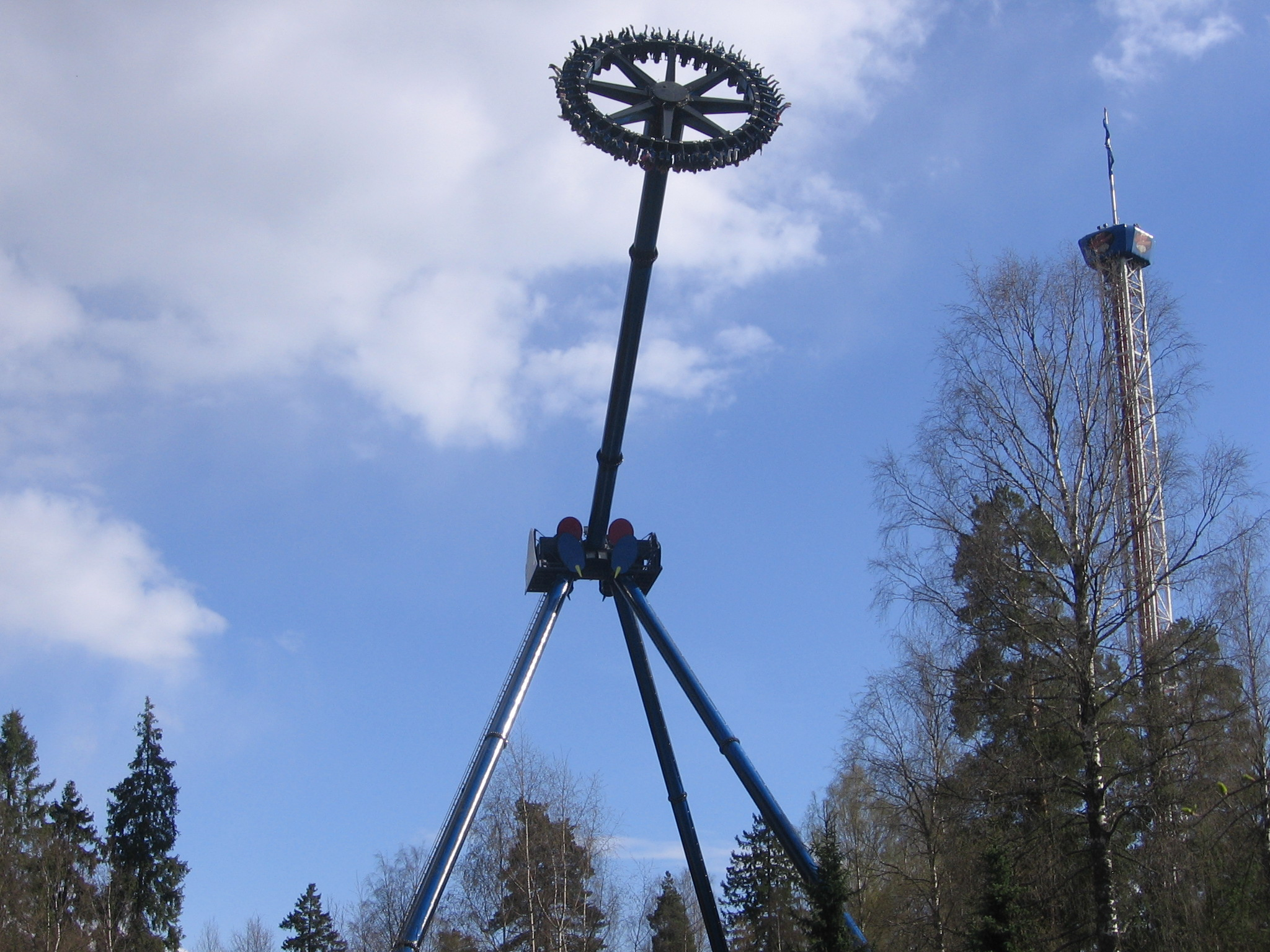
SpinSpider.

Dit is een overzicht van de populairste attracties in Tusenfryd.
Speed Monster
- Speed Monster is een zogenaamde "Rocket Coaster" van Intamin, waarin de bezoekers in 2,2 seconden van een snelheid van 0 naar 90 km/u gaan, waarna o.a. drie inversies volgen. "Speed Monster" had een prijskaartje van 70 miljoen NOK en staat sinds 2006 in het park.

Super Splash
- Een waterachtbaan van Mack. Er is maar één drop, maar dat is met een daling van 75° wel de steilste ter wereld.

Thunder Coaster
- Een van de weinige houten achtbanen van bouwer Vekoma. De baan heeft een lengte van 950 meter en een topsnelheid van 93 km/u.

Loopen
- Deze attractie werd al in '88 gebouwd en was de enige achtbaan die bij de opening van het park al in Tusenfryd stond. Loopen, dat letterlijk de looping betekent, is een baan van het Nederlandse Vekoma met 2 inversies en een topsnelheid van 75 km/u. De attractie is een standaardontwerp en is ook te vinden in Avonturenpark Hellendoornen tot midden 2022 in Tokio.[4]

Japp SpaceShot
- Een Space Shot van S&S Power met een hoogte van bijna 70 meter.

Tømmerstupet
- Een boomstamattractie met een afdaling van 23 meter. Onderweg wordt ook een foto gemaakt die na afloop gekocht kan worden.

SkyCoaster
- De skycoaster is ontworpen om het gevoel dat men bij skydiven krijgt te simuleren. Een gelijkaardige attractie is te vinden in Walibi Holland.

SpinSpider
- De Frisbee SpinSpider (Giant Discovery) is vanaf de opening in 2009 erg populair, speciaal bij de jongeren.